# 龙塔街道
龙塔街道，是中华人民共和国重庆市渝北区下辖的一个乡镇级行政单位。

## 行政区划
龙塔街道下辖以下地区：
黄泥塝社区、红土地社区、工农社区、龙头寺社区、鲁能社区、紫荆路社区、紫园路社区、紫福路社区和龙榙社区。